# An Lushan
An Lushan (安禄山) (703-757) fue un líder militar, étnicamente de  origen centroasiático (descendía de sogdianos y turcos), que vivió durante la dinastía Tang en China.
La madre de An Lushan era una Köktürk la cual se desempeñó como hechicera. Su padre por otra parte era un comerciante iranio de Samarcanda. El nombre de Lushan en turco antiguo era Aluoshan o Galuoshan qué significa "guerra" mientras que su nombre en sogdiano era ܪܘܚܫܐܢ Roxshan qué significa "el brillante"..
Se elevó a la prominencia militar al defender la frontera noreste de Tang de los Kitán y otras amenazas nómadas en consecuencia fue convocado varias veces a Chang'an la capital de Tang dónde logró ganarse el favor del canciller Li Linfu y del Emperador Xuanzong de Tang Esto permitió a An Lushan acumular un poder militar significativo en el noreste de China. Después de la muerte de Li Linfu, su rivalidad con el general Geshu Han y el canciller Yang Guozhong creó tensiones militares dentro del imperio.
Instigó la rebelión de An Lushan la cual marcó la desintegración de la dinastía Tang. Se autoproclamó emperador en Louyang de la dinastía Yan en el 756, y conquistó la capital oriental Chang'an. Estando en la cima de su poder, An Lushan fue asesinado por su propio hijo.
La rebelión fue totalmente sofocada en el año 763.